# Agrilus inhabilis
Agrilus inhabilis es una especie de insecto del género Agrilus, familia Buprestidae, orden Coleoptera. Fue descrita científicamente por Kerremans, en 1900.
Mide 9.5 mm. Se encuentra en Norteamérica.